# Pthiridae
Pthiridae is een familie uit de orde Phthiraptera. Er bestaat één geslacht met twee soorten:
- Pthirus (schaamluizen)
  - schaamluis (Pthirus pubis)
  - Pthirus gorillae